# Cuiry-Housse
Cuiry-Housse település Franciaországban, Aisne megyében. Lakosainak száma 102 fő (2022. január 1.). Cuiry-Housse Arcy-Sainte-Restitue, Jouaignes, Lesges és Maast-et-Violaine községekkel határos.

## Népesség
A település népességének változása:
| Lakosok száma | 155  | 117  | 99   | 108  | 111  | 107  | 102  | 100  | 101  | 102  |
|               | 1968 | 1982 | 1990 | 2006 | 2013 | 2015 | 2017 | 2019 | 2020 | 2022 |